# Lexy
Lexy (Лекси) — интеллектуальный домашний робот-помощник, настольное устройство с искусственным интеллектом и полностью голосовым интерфейсом. Он может получать информацию в Интернете, управлять бытовой техникой, сообщать новости из социальных сетей. Создан при поддержке компании «Ашманов и партнёры».

## Функциональность

### Развлекательный контент
- Анекдоты
- Тосты
- Небольшие сказки на ночь
- Интересные факты
- Афоризмы
- Стишки-пирожки

### Актуальная информация
- Прогноз погоды
- Температура и давление в квартире
- Ситуация с пробками
- Курс валют
- Новости
- Который час?

### Умный помощник
- Будильник
- Напоминания
- Голосовые и текстовые заметки
- Калькулятор

### Информация из социальных сетей
- Оповещение о днях рождения друзей в Facebook или Вконтакте
- Поздравление пользователя с днём рождения
- Отправка фото в аккаунт пользователя

### Взаимодействие с аксессуарами
- Bluetooth-розетки (идет в комплекте)
- Bluetooth-устройства
- Умные лампочки
  - LED RGB bluetooth bulb
  - Smart LED Buld

### Информационный контент
- Что такое …? Кто такой …?
- Рецепты

### Рекомендации
- Афиша кино
- ТВ-программа
- Фильмы

### Словесные игры
- Города (Анапа — Абакан — Киров)
- Столицы (Россия? — Москва!)
- Викторины (кино, история и т. д.)
- Угадывание животных (аналог Акинатора)
- Шахматы
- Морской бой

### Звонки через интернет
- Звонки с устройства на устройство
- Звонки из браузера на устройство
- Голосовые SMS